# Ligue des champions d'Afrique féminine de handball
La Ligue des champions d'Afrique féminine de handball, anciennement Coupe d'Afrique des clubs champions, est une compétition regroupant annuellement les meilleurs clubs féminins de handball d'Afrique, elle est organisée chaque année avec la compétition masculine du même nom.
La compétition est dominée par les clubs angolais, vainqueurs sans discontinuer depuis 1997.

## Palmarès
Le palmarès détaillé est :
| Édition      | Date            | Lieu                                        | Finale                                      | Finale                                                       | Finale                                                       | Troisième                                                    |
| Édition      | Date            | Lieu                                        | Champion                                    | Finaliste                                                    | Score                                                        | Troisième                                                    |
| ------------ | --------------- | ------------------------------------------- | ------------------------------------------- | ------------------------------------------------------------ | ------------------------------------------------------------ | ------------------------------------------------------------ |
| 1            | 1-6/12/1979     | Le Caire                                    | Al Ahly                                     | Grasshoppers Owerri                                          | ?-?                                                          | US Rail                                                      |
| 2 (détails)  | 9-12/1980       | Bouaké                                      | Gezira SC                                   | Nadit Alger                                                  | 8-7                                                          | Grasshoppers Owerri                                          |
| 3            | 23-30/01/1981   | Dakar                                       | Air Afrique Bouaké                          | Bouaké déclaré champion sans conquérir, faute d’adversaires. | Bouaké déclaré champion sans conquérir, faute d’adversaires. | Bouaké déclaré champion sans conquérir, faute d’adversaires. |
| 4 (détails)  | 11-19/09/1982   | Bouaké                                      | Grasshoppers Owerri                         | Air Afrique Bouaké                                           | 12-10                                                        | Nadit Alger                                                  |
| 5 (détails)  | 20-31/12/1983   | Brazzaville                                 | Jamo Bouaké                                 | CARA Brazzaville                                             | 21-15                                                        | Cami Toyota                                                  |
| 6 (détails)  | 15-23/09/1984   | Dakar                                       | ASC Bouaké                                  | Étoile du Congo                                              | 19-17                                                        | Grasshoppers de Lagos                                        |
| 7 (détails)  | 18-31/12/1985   | Rabat                                       | Étoile du Congo                             | Grasshoppers Owerri                                          | 22-16                                                        | ASC Bouaké                                                   |
| 8 (détails)  | 3-16/09/1986    | Libreville                                  | Étoile du Congo                             | AS CAMI Toyota Douala                                        | 21-18                                                        | Grasshoppers Owerri                                          |
| 9 (détails)  | 17-30/12/1987   | Owerri                                      | Ferroviário de Luanda                       | Grasshoppers Owerri                                          | 19-15                                                        | Étoile du Congo                                              |
| 10 (détails) | 25/08-7/09/1988 | Cotonou                                     | Grasshoppers Owerri                         | AS Cheminot                                                  | ?-?                                                          | Petro Atlético Luanda                                        |
| 11 (détails) | 1989            | Bouaké                                      | USC Bassam                                  | Camship de Douala                                            | ?-?                                                          | Ferroviário de Luanda                                        |
| 12 (détails) | 1990            | Brazzaville                                 | Étoile du Congo                             | Camship de Douala                                            | ?-?                                                          | Africa Sports National                                       |
| 13 (détails) | 17-30/12/1991   | Kano                                        | Africa Sports National                      | Petro Atlético Luanda                                        | TTR                                                          | AS CNPS Yaoundé                                              |
| 14 (détails) | 4-14/09/1992    | Yamoussoukro                                | Africa Sports National                      | Petro Atlético Luanda                                        | TTR                                                          | Étoile du Congo                                              |
| 15 (détails) | 15-27/12/1993   | Tunis                                       | Petro Atlético Luanda                       | Africa Sports National                                       | ?-?                                                          | Étoile du Congo                                              |
| 16 (détails) | 15-29/12/1994   | Cotonou                                     | Étoile du Congo                             | Africa Sports National                                       | 21-20                                                        | Petro Atlético Luanda                                        |
| 17 (détails) | 17-30/12/1995   | Cotonou                                     | Petro Atlético Luanda                       | Africa Sports National                                       | ?-?                                                          | Étoile du Congo                                              |
| 18 (détails) | 12-25/02/1997   | Cotonou                                     | Africa Sports National                      | MC Alger                                                     | 17-16                                                        | Petro Atlético Luanda                                        |
| 19 (détails) | 18-29/12/1997   | Niamey                                      | Petro Atlético Luanda                       | Africa Sports National                                       | 26-24                                                        | MC Alger                                                     |
| 20 (détails) | 8-22/12/1998    | Cotonou                                     | Petro Atlético Luanda                       | Africa Sports National                                       | 27-25                                                        | CARA                                                         |
| 21           | 14-28/12/1999   | Cotonou                                     | Petro Atlético Luanda                       | Africa Sports National                                       | 25-21                                                        | RAC Abidjan                                                  |
| 22           | 2000            | Cotonou                                     | Petro Atlético Luanda                       | Africa Sports National                                       | 25-19                                                        | Rombo Sports                                                 |
| 23           | 2001            | Benin City                                  | Petro Atlético Luanda                       | Africa Sports National                                       | 36-18                                                        | Rombo Sports                                                 |
| 24 (détails) | 12-26/2002      | Libreville                                  | Petro Atlético Luanda                       | ENANA                                                        | 32-30                                                        | Rombo Sports                                                 |
| 25 (détails) | 19-29/2003      | Cotonou                                     | Petro Atlético Luanda                       | Rombo Sports                                                 | 32-30                                                        | Inter Club de Brazzaville                                    |
| 26           | 2004            | Casablanca                                  | Petro Atlético Luanda                       | Inter Club de Brazzaville                                    | 36-25                                                        | Tonnerre KC Yaoundé                                          |
| 27           | 2005            | Abidjan                                     | Petro Atlético Luanda                       | Rombo Sports                                                 | 26-21                                                        | ASA                                                          |
| 28           | 2006            | Abidjan                                     | Petro Atlético Luanda                       | Rombo Sports                                                 | 40-25                                                        | Africa Sports National                                       |
| 29           | 2007            | Cotonou                                     | Petro Atlético Luanda                       | ASA                                                          | 43-27                                                        | Africa Sports National                                       |
| 30           | 2008            | Casablanca                                  | Petro Atlético Luanda                       | Tonnerre KC Yaoundé                                          | 30-19                                                        | Rombo Sports                                                 |
| 31 (en)      | 2009            | Yaoundé                                     | Petro Atlético Luanda                       | CD Primeiro de Agosto                                        | 29-24                                                        | Inter Club de Brazzaville                                    |
| 32 (en)      | 2010            | Casablanca                                  | Petro Atlético Luanda                       | Inter Club de Brazzaville                                    | 35-22                                                        | FAP Yaoundé                                                  |
| 33 (en)      | 2011            | Kaduna                                      | Petro Atlético Luanda                       | CD Primeiro de Agosto                                        | 35-32                                                        | FAP Yaoundé                                                  |
| 34 (en)      | 2012            | Tanger                                      | Petro Atlético Luanda                       | CD Primeiro de Agosto                                        | 29-23                                                        | FAP Yaoundé                                                  |
| 35 (en)      | 2013            | Marrakech                                   | Petro Atlético Luanda                       | CD Primeiro de Agosto                                        | 31-27                                                        | Progresso Sambizanga                                         |
| 36 (en)      | 2014            | Tunis                                       | CD Primeiro de Agosto                       | Petro Atlético Luanda                                        | 27-25                                                        | Progresso Sambizanga                                         |
| 37 (en)      | 2015            | Nador                                       | CD Primeiro de Agosto                       | Petro Atlético Luanda                                        | 23-21                                                        | FAP Yaoundé                                                  |
| 38 (en)      | 2016            | Ouagadougou                                 | CD Primeiro de Agosto                       | AS Elf Lumière                                               | 42-25                                                        | FAP Yaoundé                                                  |
| 39 (en)      | 2017            | Hammamet                                    | CD Primeiro de Agosto                       | ASF Sfax                                                     | 30-17                                                        | FAP Yaoundé                                                  |
| 40 (en)      | 2018            | Abidjan                                     | CD Primeiro de Agosto                       | Petro Atlético Luanda                                        | 25-21                                                        | ABO Sports                                                   |
| 41 (en)      | 2019            | Praia                                       | CD Primeiro de Agosto                       | Petro Atlético Luanda                                        | 18-16                                                        | ABO Sports                                                   |
| 42e          | 2020            | Annulée à cause de la pandémie de Covid-19. | Annulée à cause de la pandémie de Covid-19. | Annulée à cause de la pandémie de Covid-19.                  | Annulée à cause de la pandémie de Covid-19.                  | Annulée à cause de la pandémie de Covid-19.                  |
| -            | 2021            | Annulée faute de pays organisateur.         | Annulée faute de pays organisateur.         | Annulée faute de pays organisateur.                          | Annulée faute de pays organisateur.                          | Annulée faute de pays organisateur.                          |
| 43e          | 30/9-9/10/2022  | Tunis                                       | CD Primeiro de Agosto                       | Petro Atlético Luanda                                        | 29-24                                                        | CSF Moknine                                                  |
| 44e          | 2023            | Brazzaville                                 | CD Primeiro de Agosto                       | Atlético Petróleos de Luanda                                 | 28 - 26                                                      | DGSP Brazzaville                                             |
| 45e          | 2024            | Laâyoune                                    | Atlético Petróleos de Luanda                | AS féminine du Sahel                                         | 35 - 30                                                      | Al Ahly                                                      |

## Résultats détaillés

### Édition 1980
La deuxième édition a eu sous forme de matchs aller-retour jusqu'au stade des demi-finales.
Parmi les résultats, en demi-finale aller, le 19 octobre 1980 à Owerri, le Grasshoppers Owerri a battu le Nadit Alger 13 à 6. En demi-finale retour, le 1er novembre 1980 à la salle Harcha Hassan d'Alger, le Nadit Alger a battu le Grasshoppers Owerri 17 à 9 et est donc qualifié. Le Nadit a joué avec la composition suivante : Habili, Menia, Zerhouni, Zidani, Zhor Guidouche, Benhamouda, Saheb, Guerfa, Amalou, Naili, Metim, Merdache. Entraineur : Brikci. 
La finale, disputée le 13 décembre 1980 à Bouaké (Côte d'Ivoire), a vu le club égyptien du Gezira SC s'imposer face au Nadit Alger 8 à 7. Le Nadit a joué avec la composition suivante cette finale : Habili, Kerdache, Naili, Boucheneb, Zerhouni, Zidani, Menia, Zhor Guidouche, Benhamouda, Amalou, El-Koli, Guerfa, Sahed. Entraineur : Brikci.
Le classement final est :
1. Gezira SC
2. Nadit Alger
3. Tonnerre KC de Yaoundé
4. Grasshoppers Owerri
5. USC Bassam
6. Educação de Benguela
7. Agaza Lomé

### Édition 1982
La quatrième édition a eu lieu à Bouaké (Côte d'Ivoire) du 10 au 19 septembre 1982. Parmi les résultats, on trouve, :
- Phase de groupe : Nadit Alger a battu l'USC Bassam 15 à 14,
- Demi-finale, le Grasshoppers Owerri a battu le Nadit Alger 17 à 12.

La finale a vu le club nigérian du Grasshoppers Owerri s'imposer 12 à 10 face au club local de l'Air Afrique Bouaké.
Le classement final est :
1. Grasshoppers Owerri
2. Air Afrique Bouaké

Le club algérien du Nadit Alger aurait pris la troisième place. Le classement final de l'USC Bassam et des éventuels autres clubs n'est pas connu

### Édition 1983
La cinquième édition a eu lieu à Brazzaville en République populaire du Congo du 22 au 31 décembre 1983 avec 8 clubs de 7 pays africains.
Parmi les résultats du premier tour, on trouve :
- Nadit Alger bat USM Libreville 19-15
- Nadit Alger bat Peak 19-17
- Jamo Bouaké bat Nadit Alger 20-19

Les résultats de la phase finale sont :
- demi-finales : CARA Brazzaville bat Nadit Alger 20-12 et Jamo Bouaké bat Cami Toyota ??-??
- match pour la 3e place : AS CAMI Toyota Douala bat Nadit Alger 20-14
- finale : Jamo Bouaké bat CARA Brazzaville 21-15

Le classement final est :
1. Jamo Bouaké
2. CARA Brazzaville
3. AS CAMI Toyota Douala
4. Nadit Alger
5. Grasshoppers Owerri
6. Clube Ferroviário de Luanda
7. Peak
8. USM Libreville

Sources : presse algérienne (El Moudjahid, El Djoumhouria, Ech Chaâb et El Heddaf) de la dernière semaine du mois de décembre 1983.

### Édition 1984
La sixième édition a eu lieu à Dakar au Sénégal du 15 au 23 septembre 1984.
Parmi les résultats, on trouve :
- Nadit Alger bat Petro Atlético Luanda 15-14
- Étoile du Congo bat Nadit Alger 16-9
- ASC Bouaké Abinader bat Nadit Alger 26-13
- Grasshoppers de Lagos bat Nadit Alger 22-8.

En finale, les Ivoiriennes de l'ASC Bouaké Abinader, championnes d'Afrique en titre, ont conservé leur couronne dimanche 23 septembre 1984 en battant, à Dakar, l'Étoile du Congo de Brazzaville par 19 buts à 17 (7-6). 
Le classement final est : 
1. ASC Bouaké Abinader
2. Étoile du Congo
3. Grasshoppers de Lagos
4. Camship de Douala
5. Nadit Alger
6. Union sportive de Gorée
7. Petro Atlético Luanda
8. Heliopolis Le Caire
9. USM Libreville

Sources
- El Moudjahid du 25 septembre 1984.
- « Coupe(s) d'Afrique », Hand-ball : bulletin fédéral n°203, Fédération française de handball, octobre 1984 (consulté le 3 mars 2021).
- Claire Nicolas, « Des albums privés comme source pour une histoire du sport féminin en Côte d’Ivoire », Encyclopédie d'histoire numérique de l'Europe,‎ 19 mai 22 (ISSN 2677-6588, lire en ligne, consulté le 11 janvier 2023)

### Édition 1985
La septième édition a eu lieu à Rabat au Maroc du 18 au 31 décembre 1985 avec dix clubs, mais quatre sont finalement forfait. :
- Poule A : ASC Bouaké-Djamo (Côte d'Ivoire, tenant du titre), AS BIAO (Côte d'Ivoire), Petro Atlético Luanda (Angola), Maputo (Mozambique, forfait), AS CAMI Toyota Douala (Cameroun, forfait) ;
- Poule B : Étoile du Congo (Congo), Barid Marrakech (Maroc), Grasshoppers Owerri (Nigéria), Nadit Alger (Algérie, forfait), US Gorée (Sénégal, forfait).

Les résultats et le classement de la poule A sont :
| - ASC Bouaké-Djamo bat AS BIAO 16-14 (mi-temps 8-10) - Petro Atlético Luanda et ASC Bouaké-Djamo 18-18 - AS BIAO bat Petro Atlético Luanda 15-14 | 1. ASC Bouaké-Djamo, 3 pts 2. AS BIAO, 2 pts 3. Petro Atlético Luanda, 1 pt |

Les résultats et le classement de la poule B sont :
| - Étoile du Congo bat Barid Marrakech 28-05 - Grasshoppers Owerri bat Barid Marrakech 19-10 (mi-temps 9-6) - Étoile du Congo bat Grasshoppers Owerri 20-16 | 1. Étoile du Congo, 4 pts 2. Grasshoppers Owerri, 2 pts 3. Barid Marrakech, 0 pt |

Les résultats de la phase finale sont :
|  | Demi-finales            | Demi-finales            |                        |    | Finale                  | Finale                  |
|  | Demi-finales            | Demi-finales            |                        |    | Finale                  | Finale                  |
|  |                         |                         |                        |    |                         |                         |
|  | 29 décembre 1985, Rabat | 29 décembre 1985, Rabat |                        |    | 31 décembre 1985, Rabat | 31 décembre 1985, Rabat |
|  | 29 décembre 1985, Rabat | 29 décembre 1985, Rabat |                        |    | 31 décembre 1985, Rabat | 31 décembre 1985, Rabat |
|  | ASC Bouaké-Djamo        | 17                      |                        |    | 31 décembre 1985, Rabat | 31 décembre 1985, Rabat |
|  | ASC Bouaké-Djamo        | 17                      |                        |    | 31 décembre 1985, Rabat | 31 décembre 1985, Rabat |
|  | Grasshoppers Owerri     | 21                      |                        |    | 31 décembre 1985, Rabat | 31 décembre 1985, Rabat |
|  | Grasshoppers Owerri     | 21                      | Grasshoppers Owerri    | 16 |                         |                         |
|  | 29 décembre 1985, Rabat |                         | Grasshoppers Owerri    | 16 |                         |                         |
|  |                         | Étoile du Congo         | 22                     |    |                         |                         |
|  | Étoile du Congo         | Étoile du Congo         | 22                     | 22 |                         |                         |
|  | Étoile du Congo         |                         |                        | 22 |                         |                         |
|  | AS BIAO Abidjan         | 16                      |                        |    |                         |                         |
|  | AS BIAO Abidjan         | 16                      | Match pour la 3e place |    |                         |                         |
|  |                         |                         |                        |    |                         |                         |
|  | 31 décembre 1985, Rabat |                         |                        |    |                         |                         |
|  |                         |                         |                        |    |                         |                         |
|  | ASC Bouaké-Djamo        | 22                      |                        |    |                         |                         |
|  | ASC Bouaké-Djamo        | 22                      |                        |    |                         |                         |
|  | AS BIAO Abidjan         | 15                      |                        |    |                         |                         |
|  | AS BIAO Abidjan         | 15                      |                        |    |                         |                         |

Le classement final est :
1. Étoile du Congo
2. Grasshoppers Owerri
3. ASC Bouaké-Djamo
4. AS BIAO Abidjan
5. Petro Atlético Luanda
6. Barid Marrakech

Sources
- revue mensuelle Jeux d'Afrique n°90 de février 1986, page 50.
- quotidien algérien El Moudjahid du .. décembre 1985 (phase de poules).
- hebdomadaire algérien El Hadef n°681 du dimanche 5 janvier 1986, page 3.

### Édition 1986
La huitième édition a eu lieu à Libreville au Gabon du 3 au 16 septembre 1986 et voit la participation de 10 clubs. 
En finale, le club congolais de l'Étoile du Congo bat le club camerounais de l'AS CAMI Toyota Douala sur le score de 24 à 22 ou 18 à 16.
Le club algérien du IRB El Biar termine à la sixième place après avoir notamment été battu 7 à 27 par le club nigérian du Grasshoppers Owerri.
Le classement final est :
1. Étoile du Congo
2. AS CAMI Toyota Douala
3. Grasshoppers Owerri
4. USM ?
5. JKTK ?
6. IRB El Biar

### Édition 1987
La neuvième édition a eu lieu du 17 au 27 décembre 1987 à Owerri au Nigeria.
En demi-finales, le Grasshoppers Owerri a battu l'Étoile du Congo et les Poly (en) Babes de Bauchi ont été battues par le Clube Ferroviário de Luanda. Les scores ne sont pas connus.
La finale a vu le club angolais du Clube Ferroviário de Luanda s'imposer 19 à 15 face au club local du Grasshoppers Owerri. Dans le match pour la 3e place, le club congolais de l'Étoile du Congo s'est imposé devant le club nigerian des Poly (en) Babes de Bauchi sur le score de 20 à 18.
Le classement final est :
1. Clube Ferroviário de Luanda
2. Grasshoppers Owerri
3. Étoile du Congo
4. Poly (en) Babes de Bauchi
5. AS Cheminots Pointe-Noire
6. JKTK ?
7. AS Sogara
8. US Gorée

Sources :
- El Moudjahid du samedi 26 décembre 1987 page 7 du supplément sports et du mardi 29 décembre 1987 page 21.
- Horizons du dimanche 27 décembre 1987 page 1 du supplément sports.
- Al Mountakhab n°107 du samedi 2 janvier 1988 page 20.

### Édition 1988
La dixième édition a eu lieu du 25 août au 7 septembre 1988 à Cotonou au Bénin.
Les résultats ne sont pas connus.
Le classement final est :
1. Grasshoppers Owerri
2. AS Cheminots Pointe-Noire
3. Petro Atlético Luanda
4. Camship de Douala
5. Clube Ferroviário de Luanda
6. ASEC Mimosas
7. Ouémé HC
8. AS des forces armées de Guinée

### Édition 1989
La onzième édition a eu lieu en 1989 à Bouaké en Côte d'Ivoire.
Les résultats ne sont pas connus.
Le classement final est :
1. USC Bassam
2. Camship de Douala
3. Ferroviário de Luanda
4. Africa Sports
5. HLM ?
6. MC Alger

### Édition 1990
La douzième édition a eu lieu en 1990 à Brazzaville en République populaire du Congo.
Les résultats ne sont pas connus.
Le classement final est :
1. Étoile du Congo
2. Camship de Douala
3. Africa Sports National
4. Clube Ferroviário de Luanda
5. USC Bassam

### Édition 1991
La treizième édition a eu lieu du 17 au 30 décembre 1991 à Kano au Nigeria.
La compétition s'est disputée selon la formule d'un championnat de 7 équipes. Les résultats ne sont pas connus.
Le classement final est :
1. Africa Sports National
2. Petro Atlético Luanda
3. AS CNPS Yaoundé
4. à 7. ?

### Édition 1992
La 14e édition du championnat d'Afrique des clubs champions a été organisé du 2 au 15 septembre 1992 à Yamoussoukro en Côte d'Ivoire. Pendant les dix jours de compétition, les 7 équipes participantes ont disputé un mini-championnat.
Le match d'ouverture, joué le vendredi 4 septembre 1992 a vu la victoire 26-20 (mi-temps 11-11) de l'équipe local d'Africa Sports sur le club angolais Petro Atlético Luanda.
Le club ivoirien d'Africa Sports a remporté le tournoi en récoltant 16 points, devant le Petro Atlético Luanda (Angola) et l'Étoile du Congo.
Le classement final est :
1. Africa Sports National
2. Petro Atlético Luanda
3. Étoile du Congo
4. Grasshoppers Owerri
5. USC Bassam
6. ASMO NAVAL
7. Electro SC do Lobito (en)

### Édition 1993
La quinzième édition a eu lieu 15 au 27 décembre 1991  à Tunis en Tunisie.
Les résultats ne sont pas connus.
Le classement final est :
1. Petro Atlético Luanda
2. Africa Sports National
3. Étoile du Congo
4. ASA
5. Zaoui Meubles Sports
6. Club africain

### Édition 1994
La douzième édition a eu lieu 15 au 29 décembre 1994 à Cotonou au Bénin.
Les résultats ne sont pas connus en dehors de la finale où l'Étoile du Congo bat l'Africa Sports National 21 à 20
Le classement final est :
1. Étoile du Congo
2. Africa Sports National
3. Petro Atlético Luanda
4. Abia Valiants
5. ASA
6. Université nationale du Bénin

### Édition 1995
La 17e édition du championnat d'Afrique des clubs champions a été organisé à Cotonou (Bénin) du mardi 19 décembre au vendredi 28 décembre 1995. 
Huit équipes ont participé à la compétition :
- Groupe A : Étoile du Congo (Congo), Petro Atlético Luanda (Angola), Topline Sparrow (Nigeria) et AS CNPS Yaoundé (Cameroun) ;
- Groupe B : Africa Sports (Côte d'Ivoire), Inter Club de Brazzaville (Congo), Inter King (Zaïre) et ASA (Angola).

Les résultats ne sont pas connus.
Le classement final est :
1. Petro Atlético Luanda
2. Africa Sports National
3. Étoile du Congo
4. ASA
5. AS CNPS Yaoundé
6. Topline Sparrows
7. Inter King

### Édition 1996
La 18e édition, correspondant à l'édition 1996 du championnat d'Afrique des clubs champions, a été organisée à Cotonou (Bénin) du 14 au 21 février 1997. Sept équipes ont participé à la compétition.
Les résultats de la poule A du tour préliminaire sont1 :
- 1re journée :
  -  Lumière HB -  Petro Atlético Luanda 11 à 35 (Match d'ouverture).
  -  MC Alger bat  Valiant Club Abia 22 à 15.
- 2e journée :
  -  Petro Atlético Luanda bat  MC Alger 27 à 15, mi-temps (17-9).
  -  Valiant Club Abia bat  Lumière HB 30 à 13, mi-temps (11-4).
- 3e journée :
  -  MC Alger bat  Lumière HB ??-??
  -  Petro Atlético Luanda bat  Valiant Club Abia ??-??

Le Petro Atlético Luanda et le MC Alger sont qualifiés pour les demi-finales.
Les résultats de la poule B du tour préliminaire sont1 :
- 1re journée :  Africa Sports bat  Topline Sparrows ??-??
- 2e journée :  ASA bat  Topline Sparrows 31 à 24.
- 3e journée :  Africa Sports bat  ASA ??-??

L'Africa Sports et l'ASA sont qualifiés pour les demi-finales.
En demi-finale, le jeudi 20 février 1997, l'Africa Sports bat le Petro Atlético Luanda 19 à 18 (mi-temps 11-9) et le MC Alger bat l'ASA 21 à 18 (mi-temps 8-7)2. 
Le finale, disputée le 21 février 1997, a vu les Ivoiriennes de l'Africa Sports s'imposer 17 à 16 face au club algérien du MC Alger3.
Le classement final est :
1. Africa Sports
2. MC Alger
3. Petro Atlético Luanda
4. ASA
5. Topline Sparrows
6. Valiant Club Abia
7. AS Elf Lumière Brazzaville

Sources :
1. Le Matin n°1532 du lundi 17 février 1996, page 22.
2. Le Matin n°1534 du mercredi 19 février 1996 page 22.
3. Olympic, (hebdomadaire algérien) du samedi 22 février 1997.

### Édition 1997
La dix-neuvième édition a eu lieu du 19 au 28 décembre 1997 à Niamey au Niger avec la participation de onze équipes.
Parmi les résultats du premier tour, on trouve :
- MC Alger bat  Walinante 25-16
- MC Alger bat  Réal Athletic Club 27-23
- Petro Atlético Luanda bat  MC Alger 27-17

Les quarts-de-finale, disputées le jeudi 25 décembre 1997, sont :
- MC Alger bat  DUC 25-16
- Petro Atlético Luanda bat  Walinante 36-13
- Palco Sport bat  Académica 24-23
- Africa Sports bat  Réal Athletic Club par forfait.

La rencontre entre clubs ivoiriens de l'Africa Sports et du Réal Athletic Club ne s'est pas jouée, l'équipe du RAC s'étant retirée de la compétition pour protester contre la présence d'une joueuse suspendue de l'Africa Sports, dont les réserves formulées à son encontre n'ont pas été prises en considération par les organisateurs. Ce retrait a été sévèrement sanctionné par la confédération africaine de handball qui a condamné le Réal Athletic Club à une suspension des compétitions officielles africaines pour une durée d'un an et à une amende de 20 000 Francs suisse.
Les résultats des demi-finales, disputées le samedi 27 décembre 1997, sont :
- Petro Atlético Luanda bat  MC Alger 24-17
- Africa Sports bat  Palco Sport score inconnu

Le résultat de la finale, disputée le dimanche 28 décembre 1997, est :
- Petro Atlético Luanda bat bat  Africa Sports 26-24

Le résultat du match pour la 3e place, disputé le dimanche 28 décembre 1997, est :
- MC Alger bat  Palco Sport score inconnu

Sources :
- L'Authentique du jeudi 18 décembre 1997 page 21.
- Le Matin n°1794 du samedi 27 décembre 1997 page 13.
- El Khabar du lundi 29 décembre 1997 page 17.
- le quotidien d'Oran du mardi 30 décembre 1997, page 21.

### Édition 1998
La douzième édition a eu lieu 8 au 21 décembre 1998 à Cotonou au Bénin.
Onze équipes auraient participé à la compétition.
Les résultats ne sont pas connus en dehors de la finale où le Petro Atlético Luanda bat l'Africa Sports National 27 à 25.
Le classement final est :
1. Petro Atlético Luanda
2. Africa Sports National
3. CARA
4. Inter Club de Brazzaville
5. DUC
6. ASA
7. BFV
8. Abia Valiants
9. Desert Queens
10. Université nationale du Bénin

### Édition 2002
La 24e édition a eu lieu à Libreville au Gabon du 12 au 26 décembre 2002. 
En phase de poules, les Ivoiriennes du Rombo Sports, en dépit des défaites contre les Congolaises du CARA et les Angolaises d'ENANA, a terminé deuxième de sa poule et s'est qualifié pour les demi-finales. Avec deux victoires (contre Tonnerre KC de Yaoundé et Grasshoppers du Nigeria) et deux défaites, les Ivoiriennes ont coiffé les Congolaises au goal différentiel (+ 4 contre +3). 
Dans l'autre poule, le Petro Atlético a terminé invaincu et est alors opposé au Rombo Sports en demi-finale. Si la seconde demi-finale opposerait ENANA à l'AS Elf Lumière, les résultats ne sont pas connus.
La finale a été une confrontation entre deux clubs Angolais : le Petro Atlético et ENANA, deux équipes de Luanda. Contrairement à la finale messieurs, le derby de Luanda a tenu toutes promesses. Match à la fois très physique, tactique et technique. En menant par 25 à 19 après la pause, Petro, quintuple tenant du titre, croyait que la messe était dite. Mais, grâce notamment à la l’expérimentée Palmira Barbosa, ENANA parvient à égaliser à 3 secondes de la fin de la partie 27-27. Une prolongation est alors nécessaire pour que Pétro triomphe d'ENANA 32 buts à 30.
Le classement final est :
1. Petro Atlético
2. ENANA
3. Rombo Sports
4. AS Elf Lumière Brazzaville
5. CARA Brazzaville
6. USM ?
7. Tonnerre KC de Yaoundé
8. Grasshoppers
9. HC Evabuka.

### Édition 2003
La 25e édition de la Coupe d'Afrique des clubs champions de handball senior féminin a eu lieu à Cotonou au Bénin du 19 au 29 décembre 2003.
Parmi les absents, on trouve les Ivoriennes d'Africa Sports National, principal adversaire du Petro Atlético Luanda lors des années précédentes et les angolaises d'ENANA, finaliste de l'édition précédente et forfait pour raisons financières.
En phase de poules, le MC Alger évolue dans le Groupe A avec le Pétro Atletico d'Angola, CARA du Congo, ASEL du Congo. Parmi les résultats, on trouve, :
- Petro Atlético Luanda bat  CARA Brazzaville 35-24
- Petro Atlético Luanda bat  AS Elf Lumière Brazzaville 36-31
- MC Alger bat  CARA Brazzaville 32-24
- MC Alger bat  AS Elf Lumière Brazzaville 21-20
- MC Alger et  Petro Atlético Luanda résultat inconnu

Les résultats de la phase finale sont :
|  | Demi-finales              | Demi-finales              |                        |    | Finale                 | Finale                 |
|  | Demi-finales              | Demi-finales              |                        |    | Finale                 | Finale                 |
|  |                           |                           |                        |    |                        |                        |
|  | vendredi 26 décembre 2003 | vendredi 26 décembre 2003 |                        |    | 28 ou 29 décembre 2003 | 28 ou 29 décembre 2003 |
|  | vendredi 26 décembre 2003 | vendredi 26 décembre 2003 |                        |    | 28 ou 29 décembre 2003 | 28 ou 29 décembre 2003 |
|  | Petro Atlético Luanda     | 38                        |                        |    | 28 ou 29 décembre 2003 | 28 ou 29 décembre 2003 |
|  | Petro Atlético Luanda     | 38                        |                        |    | 28 ou 29 décembre 2003 | 28 ou 29 décembre 2003 |
|  | Inter Club de Brazzaville | 37                        |                        |    | 28 ou 29 décembre 2003 | 28 ou 29 décembre 2003 |
|  | Inter Club de Brazzaville | 37                        | Petro Atlético Luanda  | 32 |                        |                        |
|  | samedi 27 décembre 2003   |                           | Petro Atlético Luanda  | 32 |                        |                        |
|  |                           | Rombo Sports              | 30                     |    |                        |                        |
|  | Rombo Sports              | Rombo Sports              | 30                     | 29 |                        |                        |
|  | Rombo Sports              |                           |                        | 29 |                        |                        |
|  | MC Alger                  | 21                        |                        |    |                        |                        |
|  | MC Alger                  | 21                        | Match pour la 3e place |    |                        |                        |
|  |                           |                           |                        |    |                        |                        |
|  | 28 ou 29 décembre 2003    |                           |                        |    |                        |                        |
|  |                           |                           |                        |    |                        |                        |
|  | Inter Club de Brazzaville | ?                         |                        |    |                        |                        |
|  | Inter Club de Brazzaville | ?                         |                        |    |                        |                        |
|  | MC Alger                  | ?                         |                        |    |                        |                        |
|  | MC Alger                  | ?                         |                        |    |                        |                        |

Le vendredi 26 décembre, en demi-finale, le Rombo Sports (Côte-d'Ivoire) bat MC Alger 29 à 21. Quant aux Angolaises du Petro Atlético Luanda, elles ont difficilement éliminé samedi 27 décembre l'Inter Club de Brazzaville 38 à 37 (20-18 à la mi-temps),.
La finale, disputée au Stade de l'Amitié de Cotonou, a vu le club angolais du Petro Atlético Luanda, entraîné par Armando Gomes "Culau" et Vivaldo Eduardo, s'imposer face au Rombo Sports 32 à 30 (16-15 à la mi-temps),. Le club congolais de l'Inter Club de Brazzaville a terminé troisième.
Le classement final est :
1. Petro Atlético
2. Rombo Sports
3. Inter Club de Brazzaville
4. MC Alger
5. CARA Brazzaville
6. AS Elf Lumière Brazzaville
7. Regina Babes

L'effectif du MC Alger était notamment composé de : Nassima Oulamara (cap), Nassima Dob, Nadjia Atafane, Nadia Bekbouki, Naïma Kamel, Sabrina Boudib. Entraîneur : Sofiane Hiouani

## Bilans

### Par club
| Club                        | Pays          | Titres | Année(s) |
| --------------------------- | ------------- | ------ | --- |
| Petro Atlético Luanda       | Angola        | 20     | 1993, 1995, 1997, 1998, 1999, 2000, 2001, 2002, 2003, 2004, 2005, 2006, 2007, 2008, 2009, 2010, 2011, 2012, 2013, 2024 |
| CD Primeiro de Agosto       | Angola        | 8      | 2014, 2015, 2016, 2017, 2018, 2019, 2022, 2023                                                                         |
| Étoile du Congo             | / Congo       | 4      | 1985, 1986, 1990, 1994                                                                                                 |
| Africa Sports National      | Côte d'Ivoire | 3      | 1991, 1992, 1996 |
| Air Afrique/Jamo/ASC Bouaké | Côte d'Ivoire | 3      | 1981, 1983, 1984 |
| Grasshoppers Owerri         | Nigeria       | 2      | 1982, 1988 |
| Al Ahly                     | Égypte        | 1      | 1979 |
| Gezira SC                   | Égypte        | 1      | 1980 |
| Ferroviário de Luanda       | Angola        | 1      | 1987 |
| USC Bassam                  | Côte d'Ivoire | 1      | 1989 |

### Par pays
| Pays          | Titres | Finales | Total |
| ------------- | ------ | ------- | ----- |
| Angola        | 28     | 16      | 44    |
| Côte d'Ivoire | 7      | 11      | 18    |
| / Congo       | 4      | 6       | 10    |
| Nigeria       | 2      | 3       | 5     |
| Égypte        | 2      | 0       | 2     |
| Cameroun      | 0      | 4       | 4     |
| Algérie       | 0      | 2       | 2     |
| Maroc         | 0      | 1       | 1     |
| Tunisie       | 0      | 1       | 1     |
| Total         | 45     | 45      | 90    |